# Budín de zanahoria

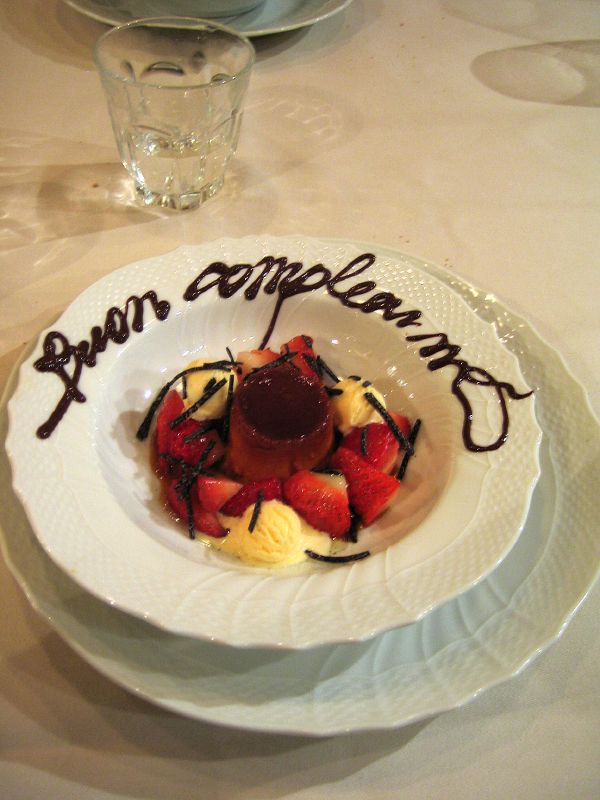
Budín de zanahoria con fruta.

El budín de zanahoria es un plato tradicional en varias culturas del mundo. Puede servirse como un puré salado (para acompañar una comida) o como postre dulce.
En el Oxford Companion to Food, Alan Davidson cree que las zanahorias eran usadas en Europa para hacer tartas dulces, predecesoras del pastel de zanahoria moderno. Como los edulcorantes fueron racionados durante la Segunda Guerra Mundial, el budín de zanahoria fue elaborado como alternativa en el Reino Unido. Posteriormente se consideró una comida sana.
En el Punyab indio, el budín de zanahoria se denomina gajar ka halwa. El budín de zanahoria se ha servido en Irlanda desde al menos el siglo XVIII. También se ha servido en los Estados Unidos desde al menos 1876.